# 블라디미르 슈이스테르
블라디미르 슈이스테르(크로아티아어: Vladimir Šujster, 1972년 5월 26일~)는 크로아티아의 핸드볼 선수로 포지션은 라이트윙이다. 현역 시절 크로아티아 국가대표로 활약하여 1996년 하계 올림픽에서 금메달을 획득했다.